# タイコンデロガ級航空母艦
タイコンデロガ級航空母艦（タイコンデロガきゅうこうくうぼかん、Ticonderoga-class aircraft carrier）は、アメリカ海軍のエセックス級の改修型である。

## 概要

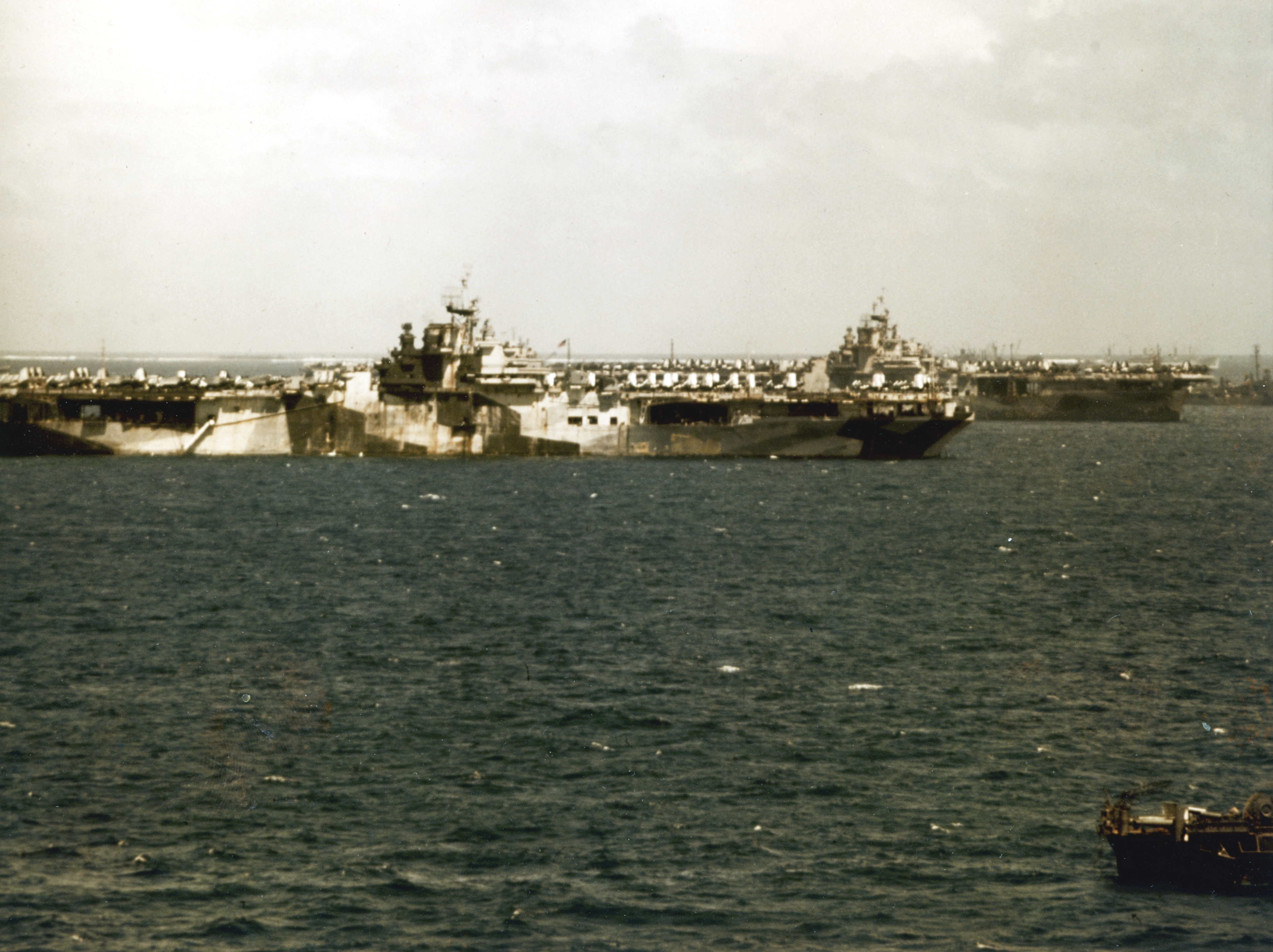
停泊中の「ハンコック」(1945年3月撮影)。後方の「ワスプ」(短船体型)と艦首の形状が比較できる

エセックス級はその建造計画の全体に渡って絶えず修正が行われた。最も重要度の高い課題は近距離の対空火力で、特に艦首・艦尾の火力増強が必要とされていた。1943年の対空火器改善計画の中で、従来は艦首・艦尾に各1基ずつ搭載していたボフォース40mm四連装機関砲銃座をさらに各1基増設することが決まった。そこで艦首の先端の幅および艦尾のスポンソン（張り出し）を拡大し、四連装銃座を2基並列して搭載できるよう設計変更が行われた。
艦首については幅だけでなく長さも5メートル延長して喫水線から前方に大きく張り出した形状（クリッパー型）に改めたが、これには凌波性の向上を図る目的もあった。艦の全長は、従来のエセックス級は265.8メートルのところ、艦首延長により270.8メートルとなった。
それ以外にも対空火器を全体的に増強して四連装銃座を合計11基、20mm対空機関砲を合計57門に改め（初期のエセックス級の搭載数はそれぞれ8基、44門であった）、艦橋の容積を拡大し、さらにカタパルトも飛行甲板に2基搭載を標準とした（初期のエセックス級は格納庫にも1基搭載していた）。これらの設計変更を踏まえて起工されたエセックス級16隻は、特に船体の延長が顕著な特徴であるため、しばしば「短船体型 ("short-hull"group) / 長船体型 ("long-hull"group)」「初期 / 後期建造艦」「タイコンデロガ級」などと区分される。ただし、これらはあくまでも非公式な区分であることに注意する必要がある。

## 変更点の詳細

### 飛行甲板

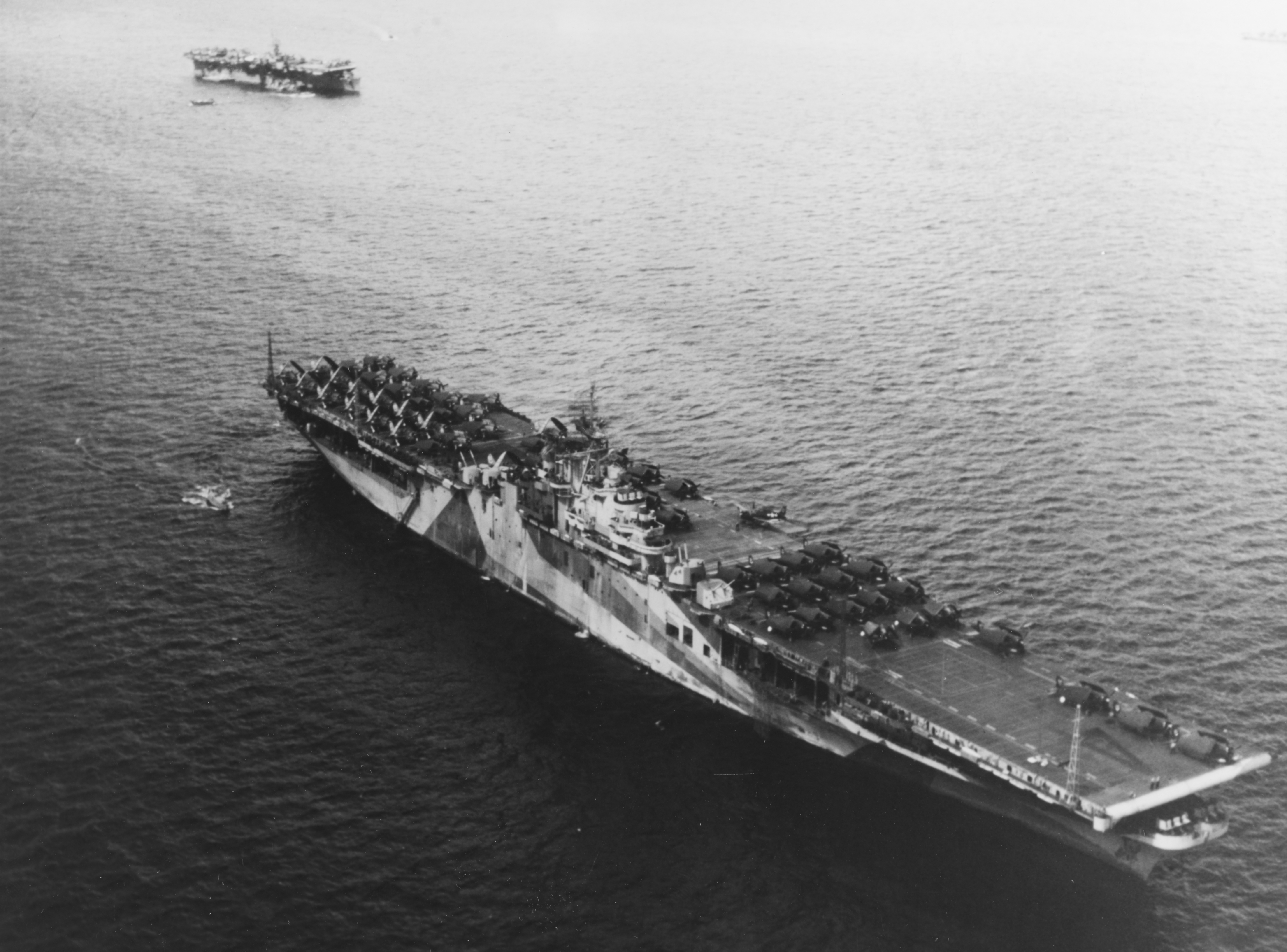
飛行甲板改修後の「タイコンデロガ」(1944年12月8日)

艦首の延長とともに、対空兵装および射撃指揮装置の視界確保も設計変更の段階で検討され、飛行甲板を一部切り取るという処置がなされた。エセックス級は左舷前方のスポンソンに12.7センチ単装砲を2基搭載し、その射撃は艦橋上のMk.37 砲射撃指揮装置2基で指揮されていた。しかし視界不足が指摘されていたため、左舷格納庫開口部にあるスポンソン（初期の艦が格納庫カタパルトを設置していた位置）に3基目を設置するよう設計変更が行われた。さらにこの位置では十分な視界が得られないため、視界に干渉する分だけ飛行甲板を切り取ることになった（飛行甲板の左舷前方が少しくびれた形状となった）。
また、艦首・艦尾の四連装銃座の視界も確保するため、飛行甲板の前端を11フィート、後端を7フィート切り詰めた。しかし飛行甲板の面積縮小は航空機運用に支障をきたすことから、これらの設計変更を踏まえて完成した艦は「タイコンデロガ」「ハンコック」のみである。「タイコンデロガ」は1944年8月のオーバーホール時に飛行甲板の面積を拡大する改修を受けたが、「ハンコック」はSCB-27改装を受けるまでそのままだった。

### 対空兵装
40mm四連装銃座を艦首・艦尾に各2基、艦橋の容積拡大に伴い艦橋前端の四連装銃座を1基撤去している点が特徴である。また、先述した3基目のMk.37射撃指揮装置を撤去し、跡地に四連装銃座を2基追加した。
「タイコンデロガ」「ハンコック」は艦首の四連装銃座の射撃指揮のため、銃座の背後にMk.51 射撃指揮装置を2基配置した状態で完成したが、射撃指揮装置の筒状の台座は切り詰められた飛行甲板とあいまってよく目立つ。しかし他の同型艦および飛行甲板拡大後の「タイコンデロガ」については、射撃指揮装置の位置を飛行甲板前端の左右両端に移している。

## 活動歴
「タイコンデロガ級」の名称は艦番号の最も若い「タイコンデロガ」にちなむが、起工は「シャングリラ」が最も早く、最初に竣工した艦は「ハンコック」であった。この3隻と「ランドルフ」は1944年に竣工し第二次世界大戦で活躍したが、それ以降に竣工した艦は参加していない。終戦までに完成しなかった艦のうち「レプライザル」および「イオー・ジマ」は建造中止、「オリスカニー」は工程85パーセントで建造を中断したのちSCB-27改装の要素を盛り込んだ再設計のうえ1950年に竣工した。なお、SCB-27改装の対象は短船体・長船体の区別なく選ばれ、短船体型の艦は艦首を延長する工事を受けたので、ここでエセックス級とタイコンデロガ級を区別する点は完全になくなった。
同じく非公式なもので「ハンコック級」という呼称が用いられることもあるが、これはSCB-27およびSCB-125改装の内容に基づくもので、「タイコンデロガ級」の区分とは無関係である。

## 同型艦
| Essex class aircraft carrier | Essex class aircraft carrier              | Essex class aircraft carrier | Essex class aircraft carrier | Essex class aircraft carrier | Essex class aircraft carrier | Essex class aircraft carrier |
| Hull No.                     | 艦名                                      | 発注                         | 起工                         | 就役                         | 退役                         | 除籍                         |
| ---------------------------- | ----------------------------------------- | ---------------------------- | ---------------------------- | ---------------------------- | ---------------------------- | ---------------------------- |
| CV-14                        | タイコンデロガ USS Ticonderoga            | 1940年 9月9日                | 1943年 2月1日                | 1944年 5月8日                | 1973年 9月1日                | 1973年 11月16日              |
| CV-15                        | ランドルフ USS Randolph                   | 1940年 9月9日                | 1943年 5月10日               | 1944年 10月9日               | 1969年 2月13日               | 1973年 6月1日                |
| CV-19                        | ハンコック USS Hancock                    | 1940年 9月9日                | 1943年 1月26日               | 1944年 4月15日               | 1976年 1月30日               | 1976年 1月31日               |
| CV-21                        | ボクサー USS Boxer                        | 1941年 12月15日              | 1943年 9月13日               | 1945年 4月16日               | 1969年 12月1日               | 1969年 12月1日               |
| CV-32                        | レイテ USS Leyte                          | 1942年 8月7日                | 1944年 2月21日               | 1946年 4月11日               | 1959年 5月15日               | 1969年 6月1日                |
| CV-33                        | キアサージ USS Kearsarge                  | 1942年 8月7日                | 1944年 3月1日                | 1946年 3月2日                | 1970年 2月13日               | 1973年 5月1日                |
| CV-34                        | オリスカニー USS Oriskany                 | 1942年 8月7日                | 1944年 5月1日                | 1950年 9月25日               | 1976年 9月30日               | 1989年 7月25日               |
| CV-35                        | レプライザル USS Reprisal                 | 1942年 8月7日                | 1944年 7月1日                | 1945年 8月12日 建造中止      | 1945年 8月12日 建造中止      | 1945年 8月12日 建造中止      |
| CV-36                        | アンティータム USS Antietam               | 1942年 8月7日                | 1943年 3月15日               | 1945年 1月28日               | 1963年 5月8日                | 1973年 5月1日                |
| CV-37                        | プリンストン USS Princeton                | 1942年 8月7日                | 1943年 9月14日               | 1945年 11月18日              | 1970年 1月30日               | 1970年 1月30日               |
| CV-38                        | シャングリラ USS Shangri-la               | 1942年 8月7日                | 1943年 1月15日               | 1944年 9月15日               | 1971年 7月30日               | 1982年 7月15日               |
| CV-39                        | レイク・シャンプレイン USS Lake Champlain | 1942年 8月7日                | 1943年 3月15日               | 1945年 6月3日                | 1966年 5月2日                | 1969年 12月1日               |
| CV-40                        | タラワ USS Tarawa                         | 1942年 8月7日                | 1944年 3月1日                | 1945年 12月8日               | 1960年 5月13日               | 1967年 6月1日                |
| CV-45                        | ヴァリー・フォージ USS Valley Forge       | 1943年 6月14日               | 1943年 9月14日               | 1946年 11月3日               | 1970年 1月15日               | 1970年 1月15日               |
| CV-46                        | イオー・ジマ USS Iwo Jima                 | 1943年 6月14日               | 1945年 1月29日               | 1945年 8月12日 建造中止      | 1945年 8月12日 建造中止      | 1945年 8月12日 建造中止      |
| CV-47                        | フィリピン・シー USS Philippine Sea       | 1943年 6月14日               | 1944年 8月19日               | 1946年 5月11日               | 1958年 12月28日              | 1969年 12月1日               |